# 河南唐松草
河南唐松草（学名：Thalictrum honanense）为毛茛科唐松草属下的一个种。

## 扩展阅读
維基物種上的相關：河南唐松草